# 폰사닷컴
폰사닷컴은 대한민국의 중고폰 매입 웹사이트이다. (주)트러스트에서 운영하며 인천광역시 계양구에 본사가 위치하고 있다.
2012년 8월에 처음으로 홈페이지를 개설했다. 하루 평균 200~300대 이상의 중고 휴대폰이 거래되고 있으며 대한민국에서 중고 휴대폰 매입 업체 중 가장 규모가 크다. 해외 바이어들과의 핫라인을 통한 직거래로 매입한 휴대폰을 수출하는 것이 특징이다. 2014년 7월에는 한해 매입량 10만대라는 기록을 세우기도 했다.
2014년부터는 홈페이지를 통합 매입 외에 별도의 오프라인 대리점을 개설하여 오프라인을 통한 매입 사업을 확장하고 있다. 2014년 4월 부평구 지역에 첫 매장을 개설했으며 같은 해 6월에는 5개 매장을 새로 개설했다.

## 연혁
- 2012년 8월: 한국스마트폰 거래소 오픈
- 2012년 11월: (주)트러스트 설립
- 2012년 12월: 폰값똥값 브랜드 런칭
- 2013년 4월: 폰사닷컴 브랜드 런칭

## 같이 보기
- 중고폰